# Vaišvilkas
Vaišvilkas o  Vaišelga (talvolta riportato come Vojszalak, Vojšalk o Vaišalgas; ... – Lituania, 9 dicembre 1268) è stato il terzo granduca di Lituania, in carica dal 1264 al 1267, anno in cui abdicò in favore del cognato Švarnas. Era forse il figlio maggiore di Mindaugas, il primo e unico sovrano del regno di Lituania.

## Nome
Il mistero del nome lituano reale di questo granduca ha fatto scervellare linguisti e storici. Le varie ricostruzioni hanno condotto a due varianti credibili: Vaišvilkas, sulla base di Woyszwiłk e Vaišelga, sulla base di Vojšalk. Il nome Vaišvilkas fu ricostruito per la prima volta dal linguista lituano Kazimieras Būga. In effetti, la prima parte del nome composto, vaiš-, non genera problematiche ed è presente in forme assai simili. È la seconda parte, -vilka, ovvero "lupo", ad essere estremamente rara o pressoché inesistente nei nomi lituani. Proprio per questo motivo lo studioso ha ritenuto che il nome originale avrebbe potuto essere Vaišvilas.
A riscuotere più popolarità negli scritti storici è stata la variante Vaišelga/Vaišalga, anche se le origini dell'elemento -alg e -elg non sono del tutto chiare. Nella raccolta di V. Iurgevič, uno studioso ucraino del XIX secolo, nomi come Vytautas, Mindaugas, Vaišelga e tanti altri venivano ritenuti di origine slava e non lituana. La critica odierna senza dubbio definisce scarse le conoscenze linguistiche dell'autore ottocentesco.
Accanto a queste due ipotesi, può esserne individuata una terza, a dire il vero minoritaria: alcuni ricercatori suggeriscono addirittura che il granduca avesse due nomi, uno dei quali era Vaišvilas.

## Biografia
Non si sa nulla sulla giovane età di Vaišvilkas, in quanto le fonti storiche parlano di lui solo dal 1254, anno in cui stipulò un trattato facendo le veci del padre, re Mindaugas, con Danilo di Galizia-Volinia. Nel trattato, la Galizia-Volinia cedeva la Rutenia Nera e il suo centro principale Navahrudak alla Lituania. Per consolidare il trattato, il figlio di Danilo, Švarnas, sposò la sorella di Vaišvilkas. Quest'ultimo fu nominato duca di alcune di queste terre. Dopo che Vaišvilkas fu battezzato secondo il rito greco-ortodosso, fu attratto dall'universo religioso così tanto da trasferire il suo titolo e i possedimento a Roman Danilovič, figlio di Danilo di Galizia. Fondò un monastero tradizionalmente identificato con il monastero di Lavrašev (un luogo compreso nel moderno distretto di Navahrudak) sulla riva del fiume Nemunas e si fece monaco. Partì in pellegrinaggio sul Monte Athos in Grecia. Non raggiunse la destinazione a causa delle guerre nei Balcani, riuscendo a sostare solo in Bulgaria per poi far ritorno a Navahrudak, oggi facente parte della Bielorussia.
Nel 1264, sfuggì al complotto ordito da Treniota e Daumantas ai danni di suo padre e di due suoi fratelli. Quando avvenne l'omicidio, Vaišvilkas si trovava nel monastero di Pinsk: vi fuggì non appena saputa la notizia, essendo ancora tra i papabili legittimi eredi. Treniota fu assassinato nel 1264 da vecchi servitori di Mindaugas. Vaišvilkas si alleò con suo cognato Švarnas della Galizia-Volinia e riuscì ad assumere il controllo e della Rutenia nera e di alcuni dei vecchi territori del Ducato di Lituania persi nelle guerre contro alcuni gruppi di locali dissidenti. In seguito, intrapresero una guerra contro Nalšia e Deltuva, due insediamenti i quali si erano strenuamente opposti a Mindaugas in passato. Daumantas, duca di Nalšia, fu costretto a fuggire a Pskov. Suksė (o Suxe), un altro influente duca di Nalšia, fuggì in Livonia. Avendo eliminato usurpatore e congiurati, Vaišvilkas divenne granduca di Lituania. In quanto cristiano, cercò di mantenere relazioni pacifiche con i Cavalieri teutonici e l'Ordine di Livonia. Stipulò un trattato di pace con la Livonia per quanto riguarda il commercio sul fiume Daugava. Il sostegno lituano alla grande rivolta prussiana cessò e i guerrieri furono invece dirottati verso nord, per combattere contro semigalli e curi. Sempre affiancato da Švarnas, Vaišvilkas attaccò la Polonia nel 1265 per vendicare la devastazione causati dagli iotvingi nel 1264.

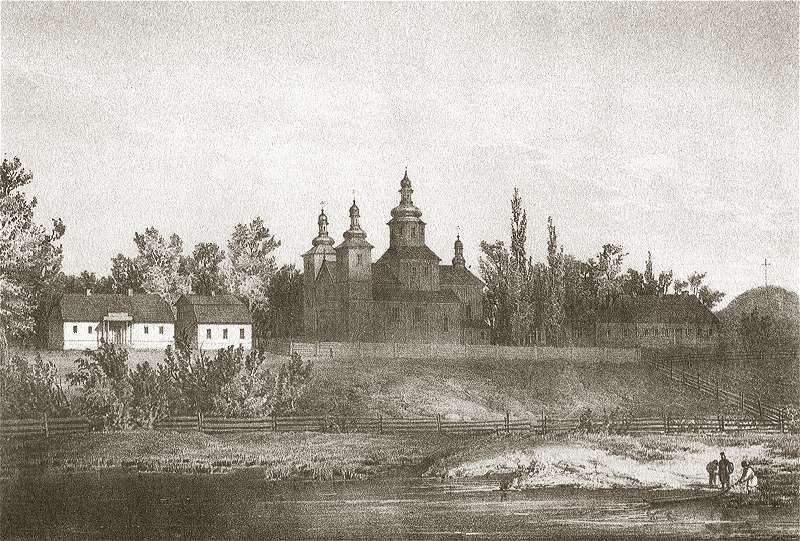
Il monastero presumibilmente fondato da Vaišvilkas (dipinto di Napoleone Orda)

Alla fine del 1267 scelse di riabbracciare la vita monastica: appena iniziò l'anno successivo, Vaišvilkas cedette il titolo di granduca al cognato. Un anno dopo morì per mano dal fratello di Švarnas, Leone I di Galizia, risentito per il fatto che il potere non fosse stato ripartito tra lui e suo fratello. Fu sepolto presso la Chiesa dell'Assunzione a Volodymyr-Volyns'kyj.